# Pseudalus aurantiacus
Pseudalus aurantiacus là một loài bướm đêm thuộc phân họ Arctiinae, họ Erebidae.